# Biovision Hierarchy
Biovision Hierarchy（またはBVHファイル）とは、モーションキャプチャー用のファイルフォーマット。

## 概要
BVHファイルは、かつて存在したモーションキャプチャー企業であるBiovision社が開発したファイルフォーマットで、多くの3DCGソフトウェアにおいてキャラクターに付けたアニメーションを保存する際の標準的な形式の一つとして使われている。
骨格（スケルトン）を階層構造で記述した「ヒエラルキー」部と、モーションを記述した「モーションデータ」部により構成されている。ファイル構造が単純な点も多くのソフトウェアでサポートされている理由である。

## BVH形式のファイルを使用したソフトウェアの例
- Lightwave 3D
- 3ds Max (version 9 or later)
- Blender
- BVHacker
- Clara.io
- Cobalt
- Daz Studio
- Esenthel Engine
- Lifeforms
- MakeHuman
- Maya
- Modo
- Poser
- Seamless3d Free open source modeller
- Second Life / OpenSim
- Avimator and its Qt port Qavimator
- Maxon Cinema 4d
- formZ
- Milkshape 3D
- Papervision 3D
- OpenQwaq
- Webots
- Xsens